# Roilly
Roilly – miejscowość i gmina we Francji, w regionie Burgundia-Franche-Comté, w departamencie Côte-d’Or.
Według danych na rok 1990 gminę zamieszkiwało 39 osób, a gęstość zaludnienia wynosiła 9 osób/km² (wśród 2044 gmin Burgundii Roilly plasuje się na 871. miejscu pod względem liczby ludności, natomiast pod względem powierzchni na miejscu 1274.).